# Вишнёвая (Липецкая область)
Вишнёвая — деревня в Становлянском районе Липецкой области России. Входит в состав Чемодановского сельсовета.

## История
В 1960 году Указом Президиума Верховного Совета РСФСР деревня Поганец  переименована  в Вишнёвую.

## Население
| 2010 |
| ---- |
| 115  |

## Инфраструктура
Личное подсобное хозяйство с зоной сельскохозяйственного использования, индивидуальная застройка усадебного типа.

## Транспорт
Деревня доступна автотранспортом.  